# Sénat (Côte d'Ivoire)
Pour les autres articles nationaux ou selon les autres juridictions, voir Sénat.
IIe législature
Siège du Sénat
Le Sénat est la chambre haute du Parlement de Côte d'Ivoire depuis l'adoption de la Troisième République en 2016. Il assure la représentation des collectivités territoriales et des Ivoiriens établis hors de Côte d'Ivoire.
Les deux tiers des 99 sénateurs sont élus au suffrage universel indirect. Le tiers restant est désigné par le président de la République parmi les Ivoiriens reconnus pour leur expertise et compétence dans les domaines politique, administratif, économique, scientifique, culturel, sportif, professionnel et social. Le mandat des sénateurs est de cinq ans.

## Système électoral
Le Sénat est composé de 99 sénateurs renouvelés intégralement tous les cinq ans. Chacune des 33 régions de Côte d'Ivoire est représentée par trois sénateurs dont deux élus pour cinq ans au scrutin majoritaire binominal à un tour par les membres des conseils municipaux, régionaux et de districts, soit 66 sénateurs élus, auxquels s'ajoute pour chaque région un sénateur nommé par le président de la République, pour un total de 99 membres,.
Au total, lors des premières élections sénatoriales en 2018, 7 010 grands électeurs sont appelés à voter pour désigner 66 des 99 sénateurs. Les 255 membres de l'Assemblée nationale faisaient alors partie du collège électoral. Lors de la révision constitutionnelle de 2020, les députés sont, cependant, retirés à leur demande du collège électoral, leur participation étant perçue comme instaurant un lien de subordination entre les deux chambres.

## Liste des présidents
| Titulaire                | Début           | Fin             | Parti | Parti | Réf.  |
| ------------------------ | --------------- | --------------- | ----- | ----- | ----- |
| Jeannot Ahoussou-Kouadio | 5 avril 2018    | 12 octobre 2023 |       | RHDP  | [ 6 ] |
| Kandia Camara            | 12 octobre 2023 | en fonction     |       | RHDP  | [ 7 ] |